# 邁阿密大學 (俄亥俄州)
邁阿密大學（英文：Miami University），是一所位於美國俄亥俄州牛津的公立大學，俄亥俄大学系统成员。這所學校設立於公元1809年，是美國建立的第十所公立大學，也是俄亥俄州建立的第二所大學。

## 校區

### 牛津

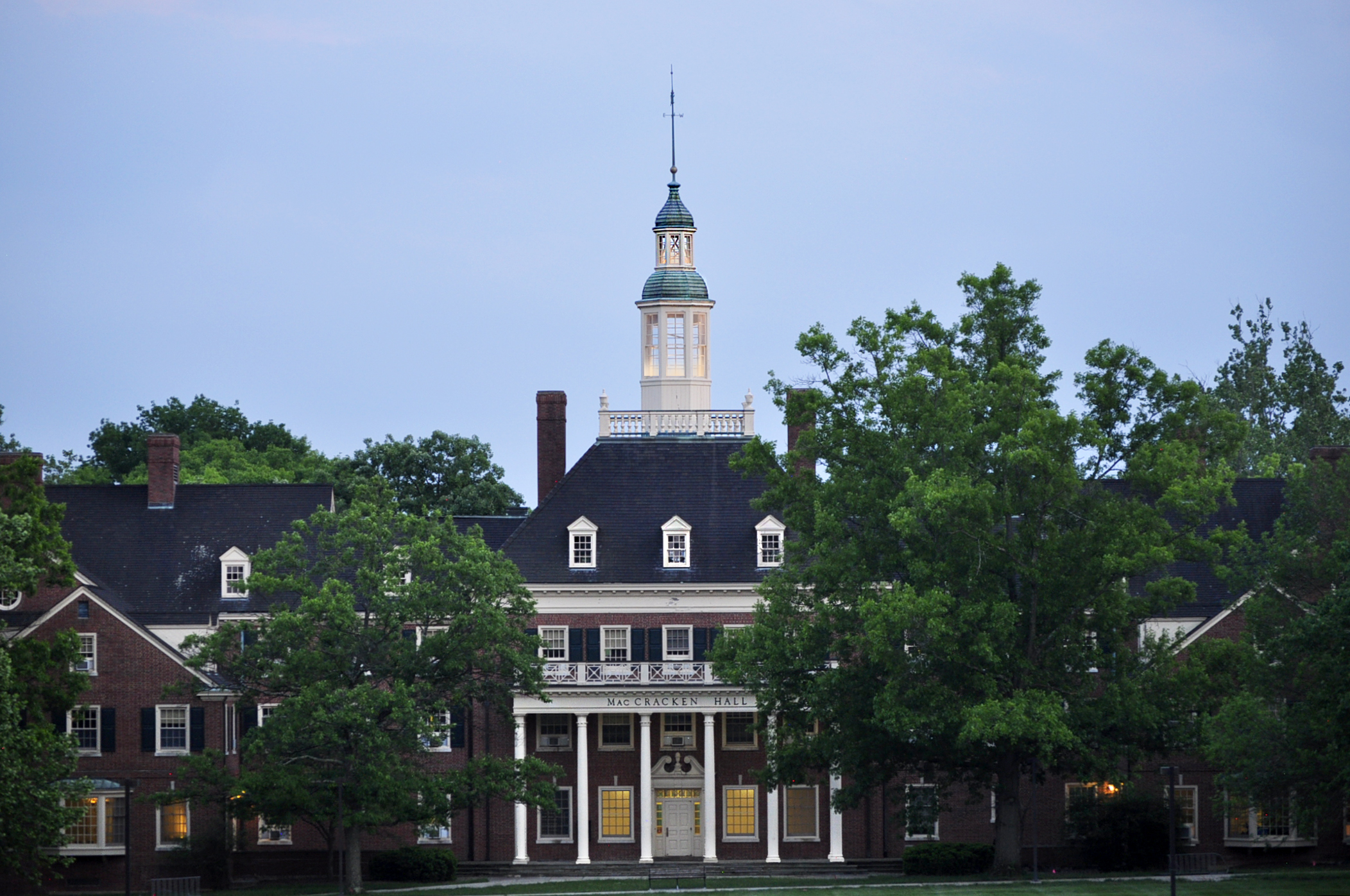
MacCracken Hall

其主校區位於美國俄亥俄州迈阿密谷城市牛津，1818年包括Franklin Hall在内的第一批建筑完工，该大学最古老的学生宿舍Elliott Hall则是在1825年完工。大学建筑都不超过三层，很多保持乔治亚复兴风格，罗伯特·弗罗斯特称迈阿密大学的校园是“前所未有的最美丽的校园”（The most beautiful campus that ever there was）。

### 其他校区
- Hamilton（漢密爾頓）校區
- Middletown校區
- Dolibois European中心（卢森堡迪弗當日）
- Voice of America學習中心（俄亥俄州West Chester）

## 學校排名
該大學是美國國内較好的公立大學之一，排名依照不同機構而有所變化。

## 外部連結
- 邁阿密大學官方網站 （页面存档备份，存于）